# Petr Svoboda
Petr Svoboda (Most, 14 febbraio 1966) è un ex hockeista su ghiaccio ceco.

## Palmarès

### Olimpiadi
- Oro a Nagano 1998.